# Alexander Meissner
Alexander Meissner (em alemão:  Alexander Meißner) (Viena, 14 de setembro de 1883 — Berlim, 3 de janeiro de 1958) foi um físico e engenheiro austríaco.